# Cryptophagus lycoperdi
Cryptophagus lycoperdi is een keversoort uit de familie harige schimmelkevers (Cryptophagidae). De wetenschappelijke naam van de soort werd in 1863 gepubliceerd door Giovanni Antonio Scopoli.